# Fünfknopfturm und Unteres Tor

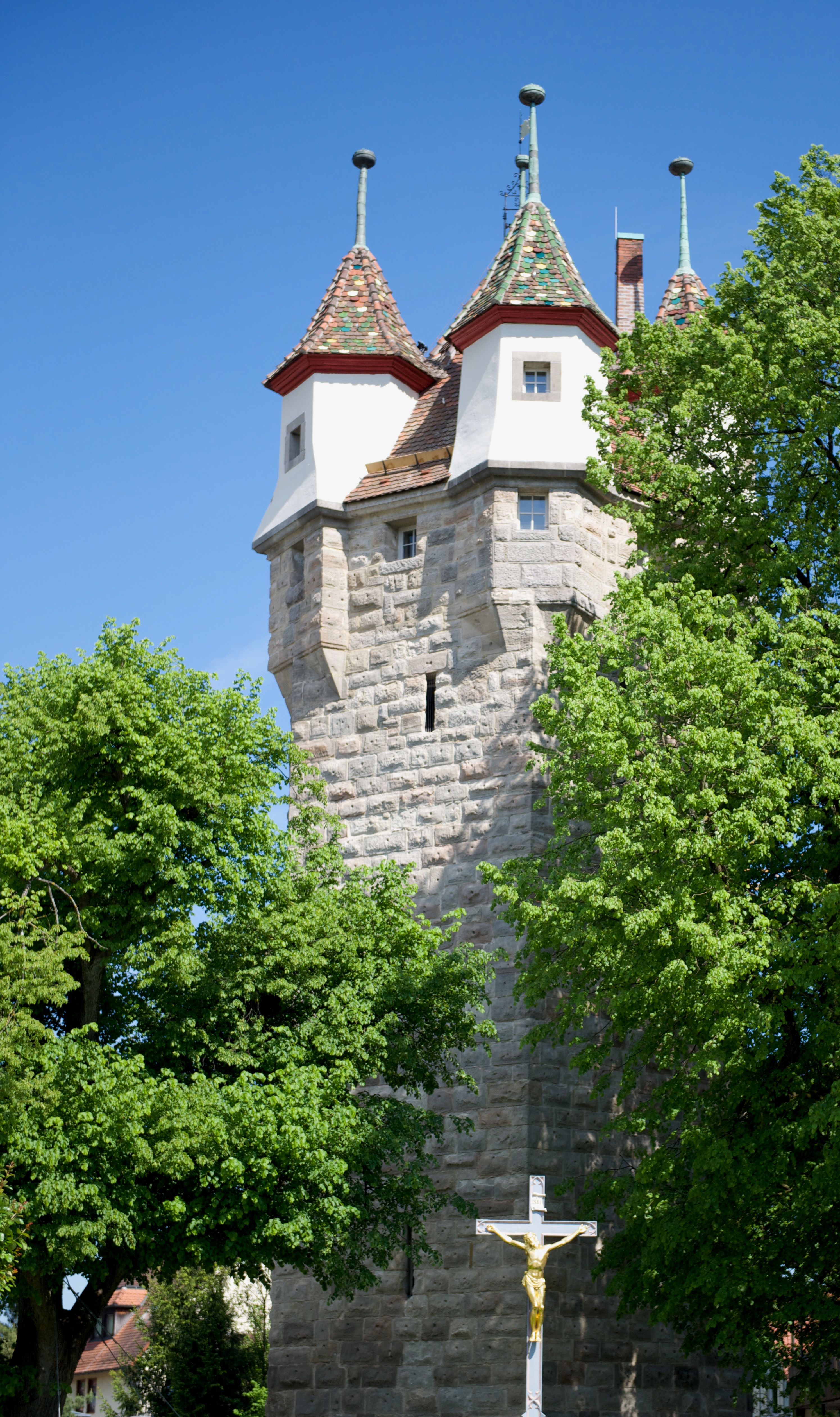
Fünfknopfturm

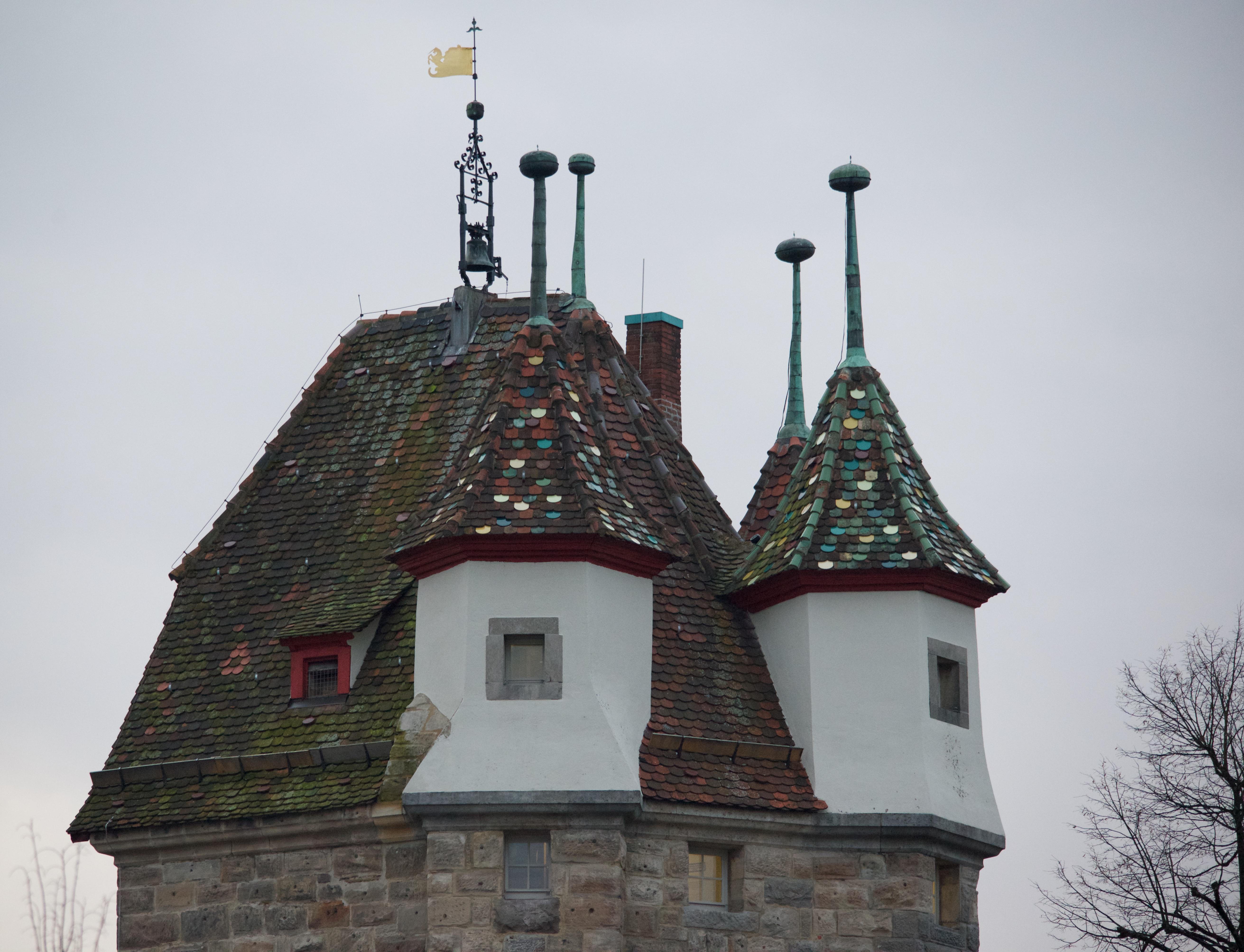
Wetterfahne und Glocke auf dem Turm

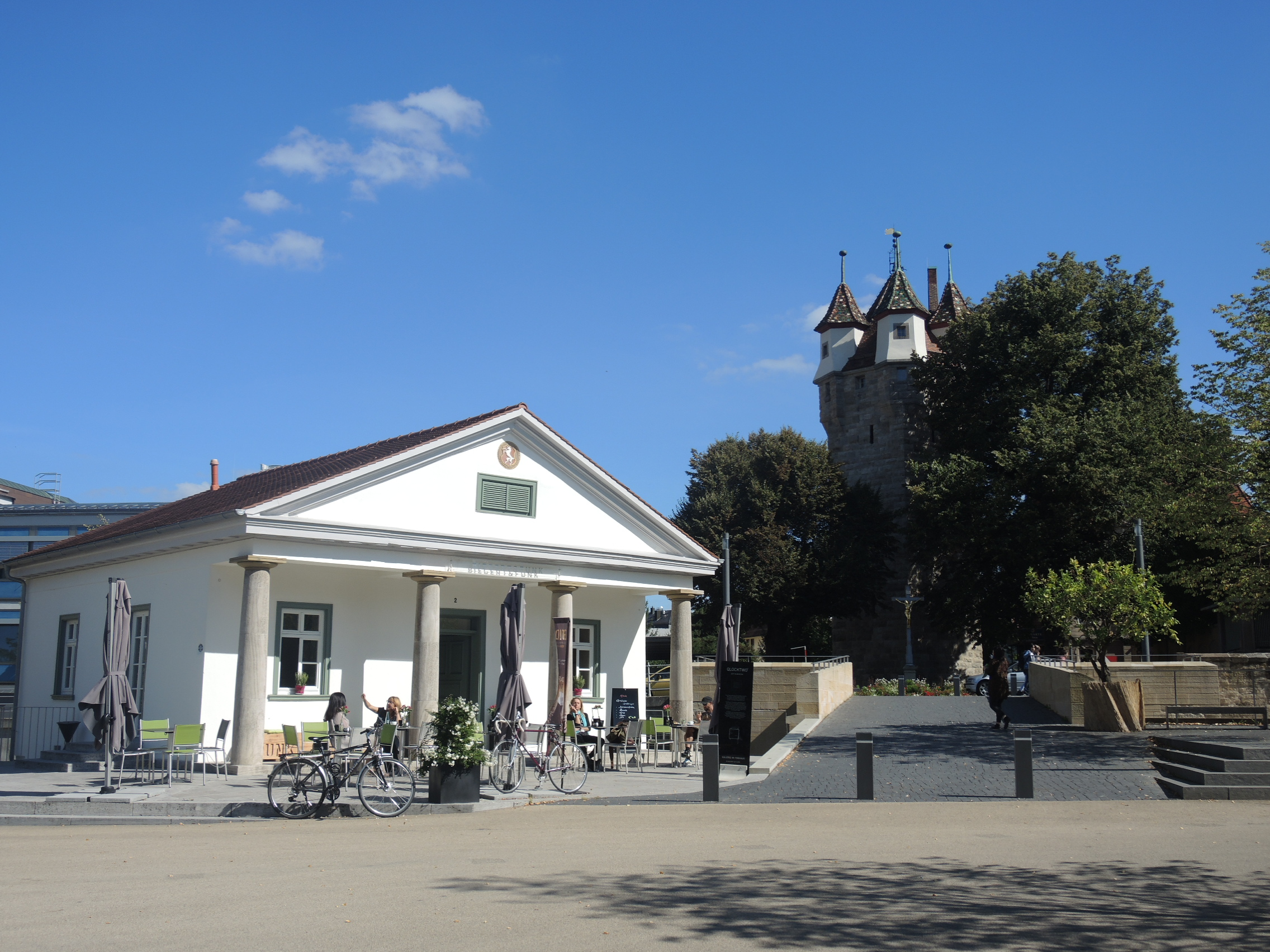
Torwachthäuschen im Vordergrund, Brücke des ehemaligen Unteren Tores und Fünfknopfturm

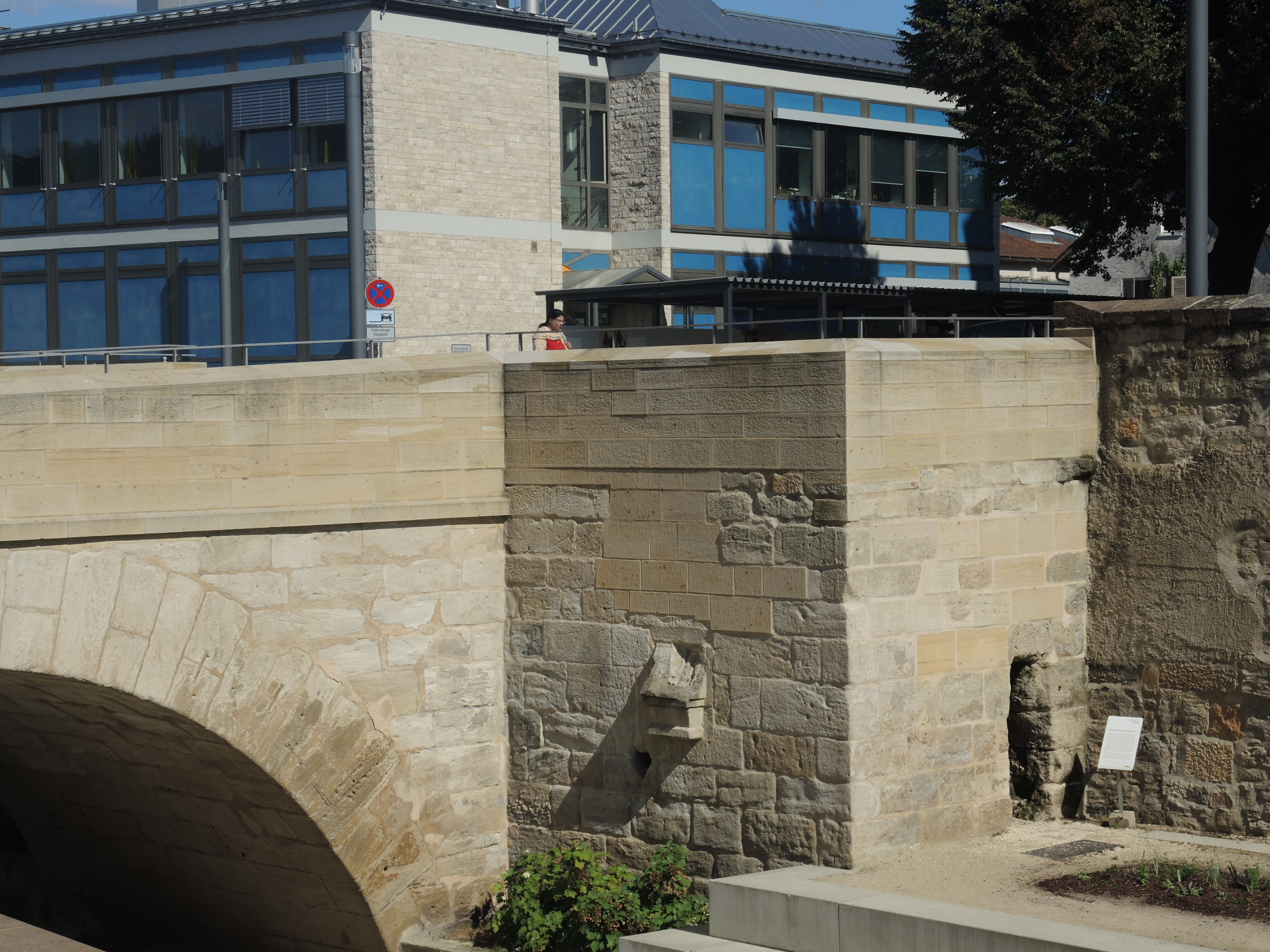
Freigelegte Reste des Unteren Tores am Josefsbach

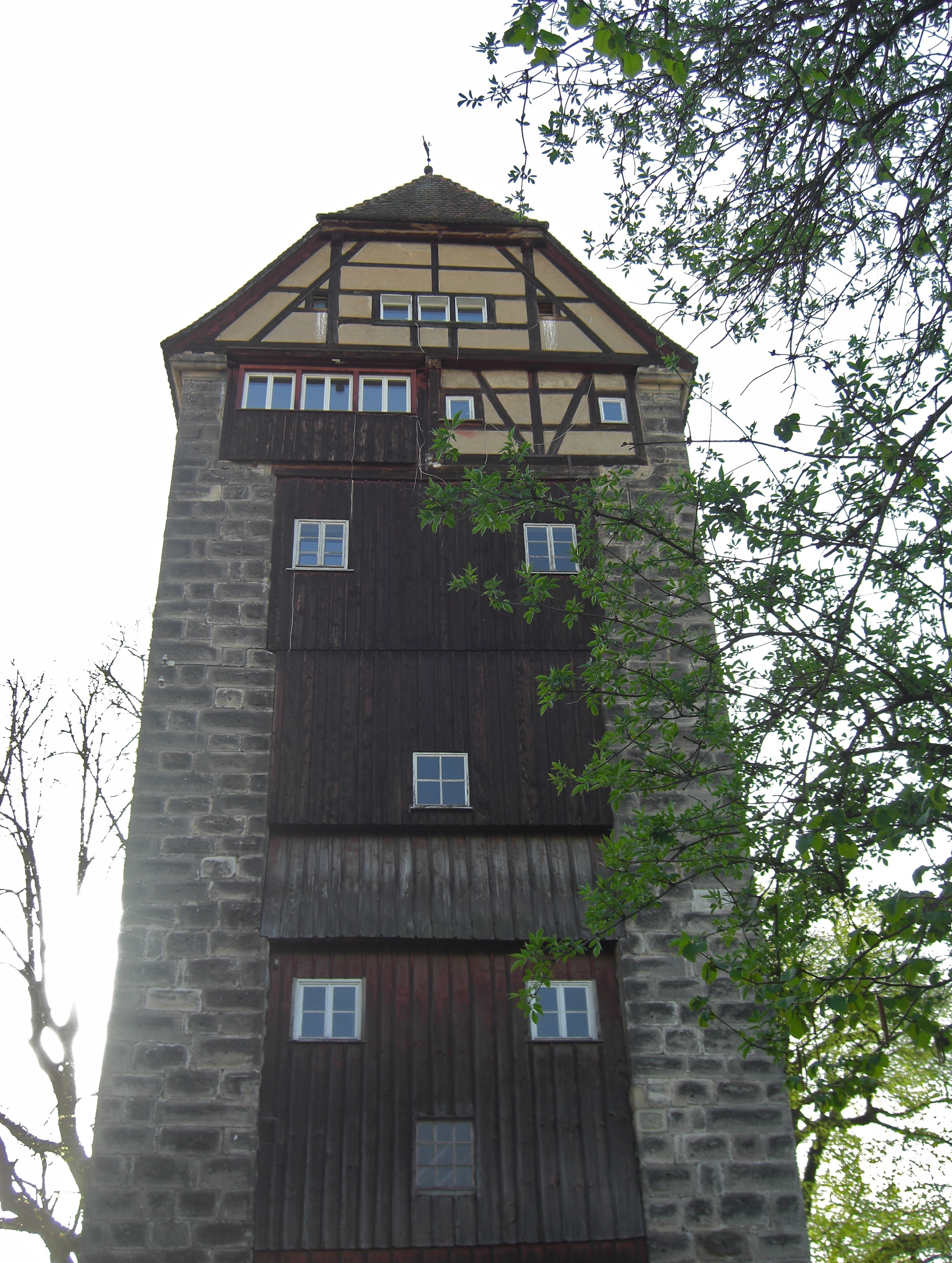
Stadtseite des Fünfknopfturms

Der Fünfknopfturm (auch Fünfknöpflesturm) und das ihm vorgelagerte Untere Tor waren Teile im nordwestlichen Teil der äußeren Stadtbefestigung von Schwäbisch Gmünd. Sie bildeten eine Art Festung. In diesem Areal befindet sich zudem das ehemalige Torwachthäuschen.

## Fünfknopfturm
Der Fünfknopfturm ist ein Wehrturm mit fünfeckigem Grundriss, der sich bugartig von der Stadt abwendet. Der Name kommt von den fünf knopfartigen Aufsätzen, die auf jedem der drei erkerartigen Türmchen am Dach des Turmes sowie zwei auf dem Walmdach des Turmes angebracht sind. Damit unterscheidet er sich von den meisten anderen gotischen Fünfknopftürmen, die in der Regel vier Scharwachttürmchen auf den Ecken haben. Der Turm wurde Anfang des 15. Jahrhunderts, wohl zwischen 1423 und 1425 aus Buckelquadern erbaut. Der Halbgiebel ist in Fachwerkbauweise ausgeführt. Im 16. Jahrhundert wurden die Dacherker angefügt, die dem Turm heute sein charakteristisches Aussehen verleihen. Lange Jahre, noch bis ins 20. Jahrhundert, diente der Turm als Feuerwachturm. Bis in das Jahr 2003 war der Turm privat vermietet und die Türmerwohnung bewohnt.
Es kam immer wieder zu Ausbesserungs- und Sanierungsarbeiten am Turm. 1930 wurden nach Blitzschlag die Kupferknöpfe ausgewechselt. 1933 und in den 1960er-Jahren wurde die Holzverschalung an der Ostseite ausgewechselt. 1958 wurde die Westseite renoviert, 1959 eine Trafostation in den Turm eingebaut. 1967 erhielt der Turm eine in seinen eisernen Dachaufsatz mit Wetterfahne wieder neue Glocke, nachdem die alte Glocke 1942 abgegeben werden musste. Die abgegebene Glocke stammte aus dem Jahr 1531 und wurde bei Leonhard Friedler in Esslingen am Neckar gegossen. Sie hatte eine Höhe von 45 cm und einen Durchmesser von 52 cm und trug in deutscher Schrift die Inschrift: 1531 gos mich leonhart fridler zu eslingen got sei gelobt. Daneben stand: wergl + bert + gos + mirs + vi + imperial + steir + ufz + dezemb + Carolus/Rom.
Eine letzte umfangreiche Sanierung des Turmes wurde 2014/2013 zur Landesgartenschau Schwäbisch Gmünd 2014 vorgenommen.

## Unteres Tor
Das Untere Tor (Standort) war dem Fünfknopfturm vorgelagert und ist heute größtenteils nicht mehr sichtbar. Es wurde im späten 15. Jahrhundert oder frühen 16. Jahrhundert erbaut und 1811 größtenteils abgetragen. Heutige Beschreibungen des Aufbaus sind lediglich anhand der von Dominikus Debler getätigten Aufzeichnungen möglich. Es handelte sich wohl um eine Doppelturmanlage mit jeweils halbrunden bis dreiviertelrunden, dreigeschossigen Türmen und dazwischen einem rechteckigen Tordurchlass. Zum Teil war die Toranlage als Fachwerkbau ausgeführt.
Überliefert ist, dass die Wappentafel, die das Gmünder Stadtwappen zeigte, 1803 abgeschlagen und durch eine gemalte Tafel mit dem Wappen Württembergs ersetzt wurde. 1964 wurden beim Bau von Postschächten am nördlichen Rand Teile der Substanz zerstört.
Im Zuge der Umbaumaßnahmen im Kontext der Landesgartenschau 2014 wurde die Autobrücke zu einer Fußgängerbrücke zurückgebaut und 2013 Teile der erhaltenen Reste des Unteren Tores wieder freigelegt. Dabei wurden die Verteidigungsgänge in diesem Bereich wiederentdeckt, ebenso wie der Hauptgang zum Fünfknopfturm. Diese waren jedoch bei der älteren Bevölkerung als sogenannte Räuberhöhlen noch bekannt. Heute sind die verbliebenen Reste sowie die alten Teile der Brücke wieder sichtbar und zugänglich.

## Torwachthäuschen
Das Torwachthäuschen (Standort) wurde in seiner heutigen Form wohl 1828/1829 als Neubau am westlichen Ende der Brücke über den Josephsbach errichtet, nachdem es bereits 1827 dazu Pläne gab. 1837 wurden die hölzernen durch steinerne Säulen ersetzt. Bereits am 4. September 1773 ist beim Stadtchronisten Dominikus Debler ein Wachhaus erwähnte, da die Stadtverwaltung hier für einen Garten einen Grundzins an das Gmünder Spital zu entrichten hatte.
Der giebelständige, spätklassizistische, eingeschossige Bau verfügt über einen repräsentativen, vierteiligen Säulenportikus mit dorischen Säulen und eine Abbildung des Gmünder Stadtwappens im Giebel. Das Torwachthäuschen diente lange Zeit als Taxizentrale und wurde zur Landesgartenschau 2014 saniert und zu gastronomischen Zwecken umgenutzt.
Es ist neben dem Torwachthäuschen an der Waldstetter Brücke in Schwäbisch Gmünd das zweite erhaltene Torwachthäuschen.